# Renitialiser mon compte google
Changé de compte google